# Domenico Mazzocchi
Domenico Mazzocchi (Civita Castellana, 1592 - 21 de gener de 1665) fou un compositor italià de principis del Barroc.
Era germà de Virgili, també compositor, fou doctor en Dret civil i canònic i residí a Roma la major part de la seva vida. Aquest compositor fou el primer a emprar els signes < > per a indicar en música l'augment i disminució de la intensitat dels sons.
Va escriure la música de:
- La catena d'Adone, (òpera),
- Il martirio d'SS. Abbundio ed Abbundanzio, (oratori),
- Maziano e Giovanni, (oratori),
- Musiche morali, (Roma, 1625),
- Motteti, (Roma, 1628)
- Madrigali, (Roma, 1638),
- Tutti li versi latini del Som. Pont. Urbano VIII posti in musica, (Roma, 1638),
- Madrigali a 4 e 5 voci concertati con instrumenti, (Roma, 1640).